# Mieczysław Broniewski
Mieczysław Maksymilian Broniewski herbu Tarnawa (ur. 1893 w Izabelinie (obecnie Glinojeck), powiecie płockim, zm. 1966 w Warszawie) – polski chemik, przedsiębiorca, potentat w dziedzinie cukrownictwa II RP, właściciel ziemski, społecznik.

## Rodzina

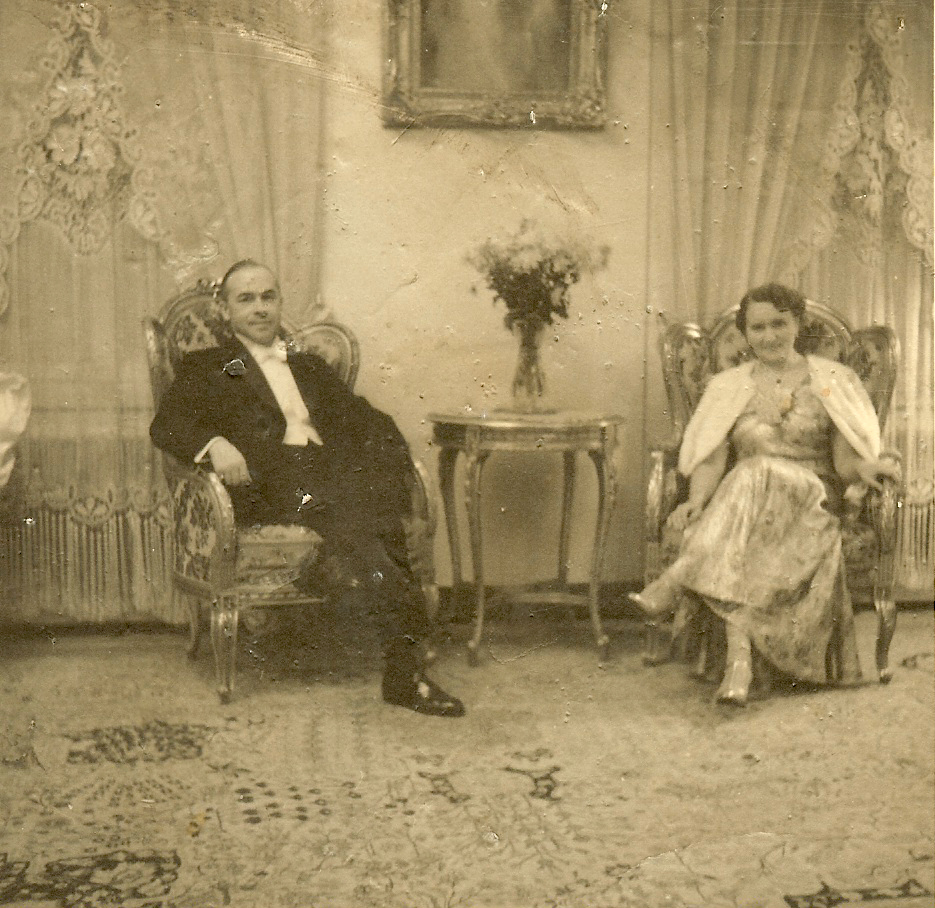
Zofia z Gerliczów i Mieczysław Broniewscy, lata 30. XX wieku

Syn Bohdana Emila Broniewskiego i jego żony Eugeni z domu Satałeckiej. Mieczysław Broniewski ożenił się z Zofią Gerlicz herbu Lis z Odmianą. Młodsza siostra Zofii – Stefania Broniewska wyszła za mąż za starszego brata Mieczysława – Zygmunta Broniewskiego. Mieczysław Broniewski posiadał jeszcze jednego brata zwanego „Olo”, który zmarł we wczesnym dzieciństwie. Miał także 2 siostry: Zofię i Krystynę.

## Wykształcenie
Ukończył zgodnie z rodzinną tradycją Uniwersytet Techniczny w Wiedniu, na którym uzyskał tytuł inżyniera chemika. Odbył także studia na Politechnice w Grazu.

## Kariera zawodowa przed II wojną światową

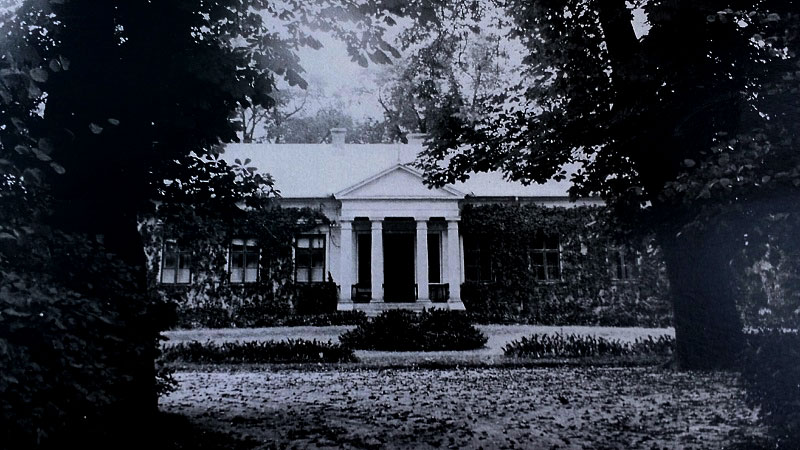
Dwór w Przybysławicach, ok. 1920 r.

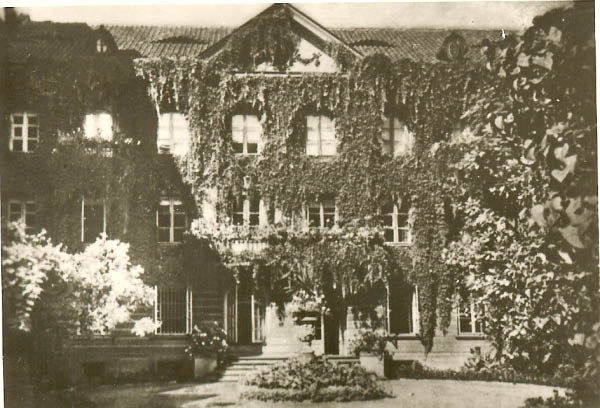
Pałac Cukrowników ul. Mokotowska 25 w Warszawie, ok. 1937 r.

Praktykę zawodową z cukrownictwa rozpoczął w Cukierni i Rafinerii Lublin. Początkowo był asystentem i współpracownikiem swojego ojca, Bohdana Broniewskiego, który był technologiem cukrownictwa. Po śmierci ojca w 1922 roku został dyrektorem zarządzającym i członkiem zarządu cukrowni należących do zrzeszenia fabryk lubelskich: Garbów, Lublin, Nieledew, a także Zbierska w Kaliskiem i Aszyche w Mandżurii. W 1927 roku do koncernu została przyłączona Cukrownia Wożuczyn w powiecie Tomaszów Lubelski. Ponadto Mieczysław Broniewski włączył w 1932 roku do koncernu Cukrownię Opalenica w powiecie Nowy Tomyśl. Była to jego największa cukrownia i stała się czołowym eksporterem cukru w Europie Środkowej. Mieczysław Broniewski zasiadał także w Zarządzie oraz Radzie Nadzorczej Banku Cukrownictwa w Poznaniu, którego był również akcjonariuszem. Był Wiceprezesem Związku Cukrownictwa Polskiego. Reprezentował Polskę w Międzynarodowej Radzie Cukrownictwa mającej siedzibę w Brukseli. Z uwagi na jego duże sukcesy w branży cukrowniczej, zaczęto go nazywać „Królem cukru”. Zasiadał także w Zarządzie Hotelu Bristol w Warszawie. Odziedziczył po ojcu majątek Przybysławice w gminie Garbów. Ponadto w 1935 roku zakupił tzw. Pałacyk Cukrowników przy ulicy Mokotowskiej 25 w Warszawie. Zaadaptował go na rodzinną rezydencję wg projektu Antoniego Jawornickiego. Był także właścicielem ciekawej architektonicznie kamienicy o falującej balustradzie przy ulicy Narbutta 22 w Warszawie, również wg zamysłu Antoniego Jawornickiego. Budynek powstał w 1938 roku.

## Kolekcja dzieł sztuki

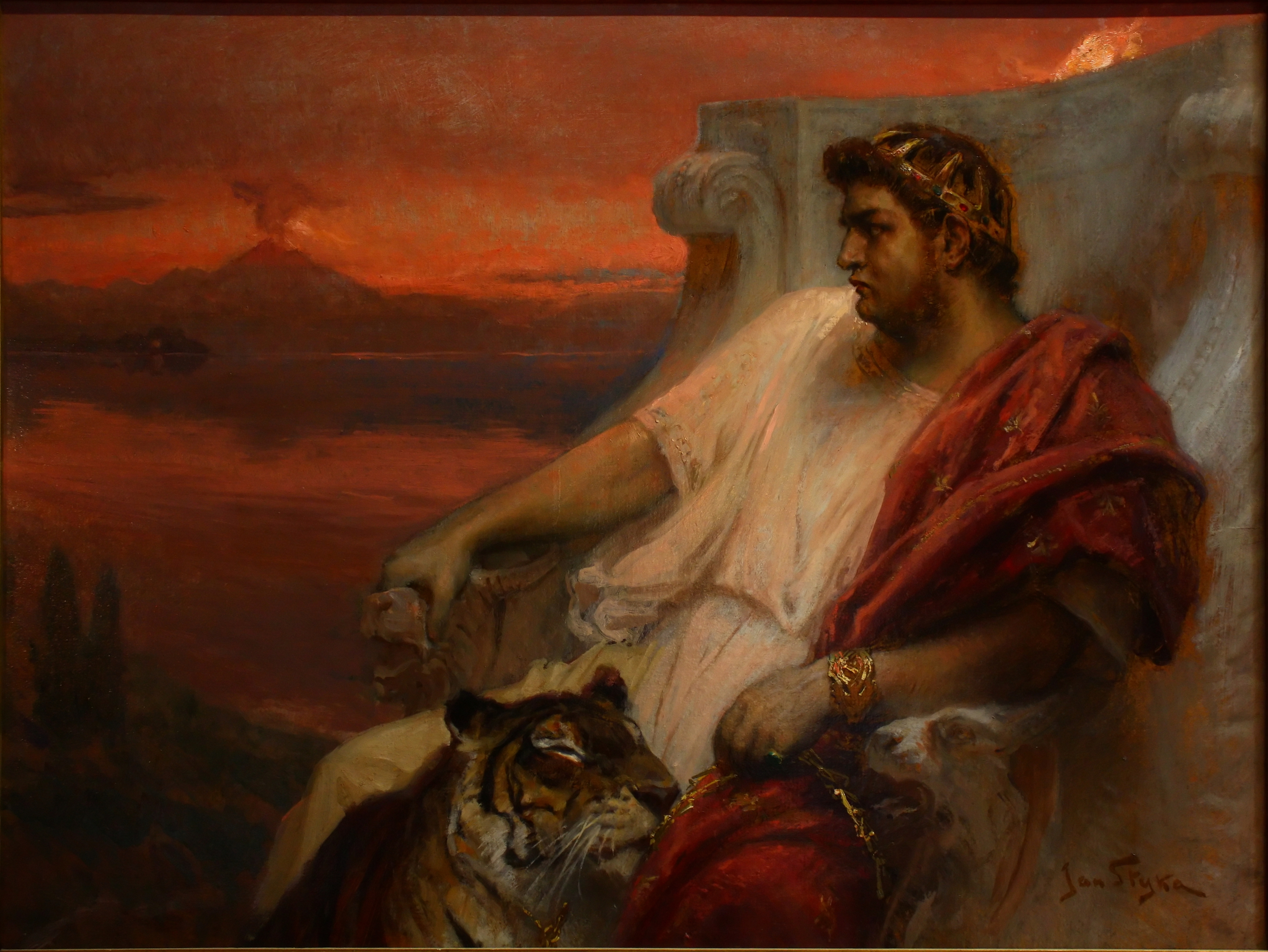
Obraz „Neron w Baiae” pędzla Jana Styki z kolekcji Mieczysława Broniewskiego

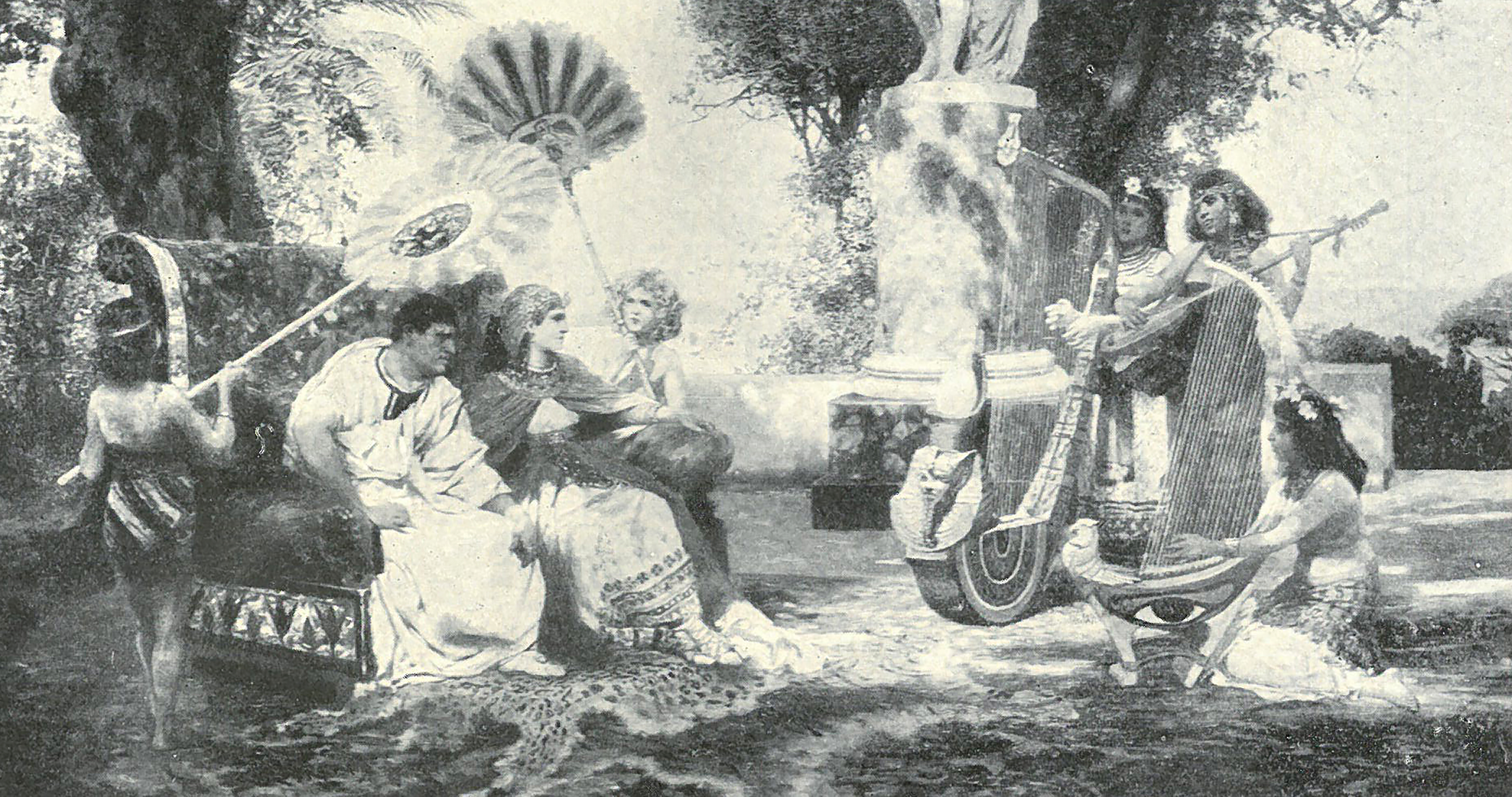
Obraz „Antoniusz i Kleopatra” pędzla Henryka Siemiradzkiego z kolekcji Mieczysława Broniewskiego

Znany był z zamiłowania do sztuki. Posiadał bogatą kolekcję obrazów, która zdobiła przede wszystkim wnętrza Pałacyku Cukrowników przy ulicy Mokotowskiej 25. Kolekcja zaginęła po Powstaniu Warszawskim. W jej skład wchodził m.in. „Neron z tygrysem” zwany również „Neronem w Baiae” pędzla Jana Styki oraz „Antoniusz i Kleopatra”, zwany przez Mieczysława Broniewskiego „Rzymianki”, autorstwa Henryka Siemiradzkiego.

## II wojna światowa i czasy późniejsze

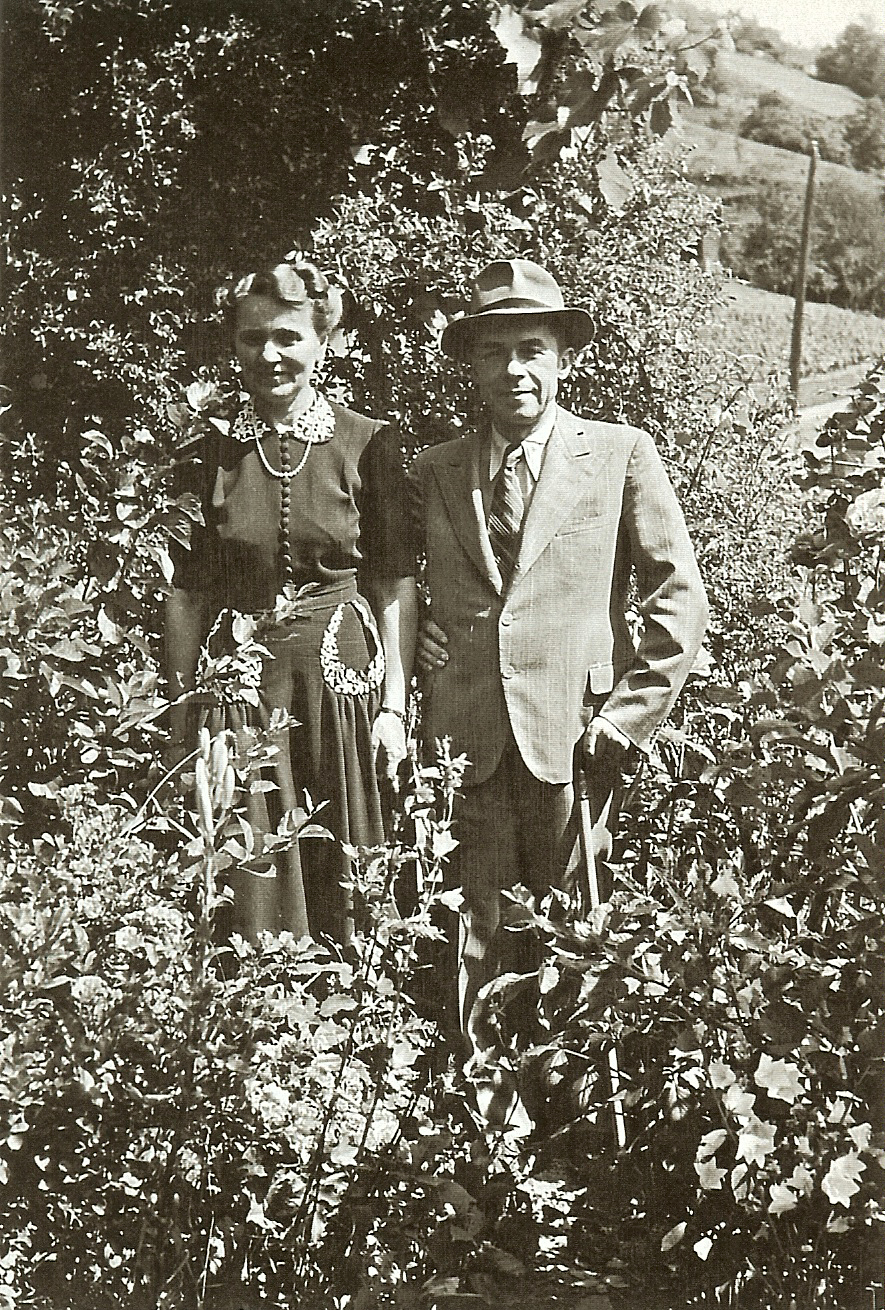
Zofia z Gerliczów i Mieczysław Broniewscy, Francja 1944 r.

Wraz z żoną i dziećmi wyjechał z Polski 4 września 1939 roku. Znaleźli schronienie we Francji. Początkowo przebywali w Paryżu i Nicei. Mieczysław Broniewski znajdował się na czarnych listach Gestapo. Po zajęciu Francji przez Niemców rodzina ukrywała się w Alpach po stronie francuskiej. W 1947 były potentat cukrownictwa postanowił wrócić do Polski. Wierzył, że jego doświadczenie i wiedza przydadzą się w ojczyźnie. Nie spodziewał się, że w komunistycznej Polsce nie będzie mógł pracować w rolnictwie, cukrownictwie ani jakimkowiek innym przemyśle. Gdy się o tym przekonał, chciał na nowo wyjechać z Polski, ale odmówiono mu paszportu. W czasach PRL-u założył jednak restaurację, importował również materiały do szycia krawatów z Francji. Niemniej jego ogromne doświadczenie i talent biznesowy nie mogły być w pełni wykorzystane w nowej rzeczywistości gospodarczej.

## Miejsce spoczynku

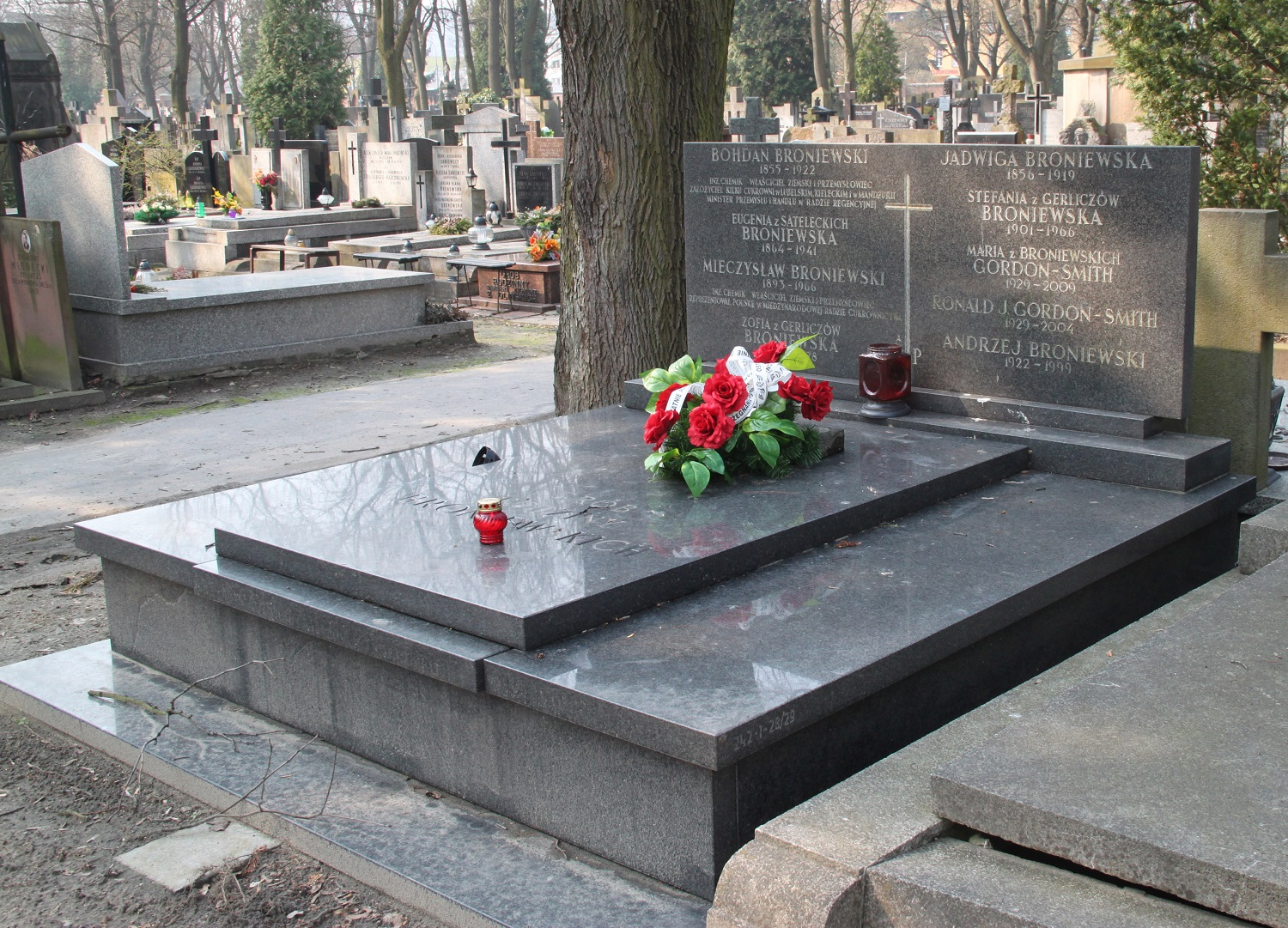
Grób rodziny Broniewskich, Stare Powązki, Warszawa

Zmarł na zawał serca. Pochowany został w grobowcu rodzinnym na Starych Powązkach w Warszawie, kw. 242, rząd 1, miejsce 28-29.

## Literatura
- Bogdan Broniewski, Plusieurs vies d’un enthousiaste, 2004
- Bogdan Broniewski, Poland Adieu. From Privilage to Peril, 2010
- Bogdan Broniewski, Une vie dans le siècle, 2014